# Angel Eyes (serie de televisión)
Angel Eyes (en hangul, 엔젤 아이즈; romanización revisada, Enjel aijeu) también conocida en español como Ojos de ángel y  Mirada de ángel, es una serie de televisión surcoreana emitida durante 2014 sobre un cirujano que se reencuentra con su primera novia de hace doce años.
Está protagonizada por Koo Hye Sun, Lee Sang-yoon, Kim Ji Suk y Seungri de la banda Big Bang.  Fue emitida por Seoul Broadcasting System desde el 5 de abril al 15 de junio de 2014, finalizando con una longitud de 20 episodios emitidos cada sábados y domingos a las 22:00 (KST).

## Sinopsis
Narra la historia de un primer amor forzado a separarse debido a una dolorosa historia familiar. El primer amor de Park Dong Joo (Lee Sang-yoon) fue una joven ciega, Yoon Soo Wan (Koo Hye Sun), pero una serie de dramáticos hechos los fuerzan a separarse. Doce años más tarde, Dong Joo se convierte en un exitoso cirujano, mientras Soo Wan ha pasado por un trasplante que le permitió recuperar la vista y ahora trabaja como operadora de emergencias con el afán de ayudar a los demás.

## Reparto

### Personajes principales
- Lee Sang-yoon como Park Dong Joo / Dylan Park.
  - Kang Ha Neul como Park Dong Joo (de joven).
- Koo Hye Sun como Yoon Soo Wan.
  - Nam Ji Hyun como Yoon Soo Wan (de joven).

### Personajes secundarios
Hospital
- Kim Ji Suk como Kang Ji Woon.
- Jung Jin Young como Yoon Jae Bum.
- Jung Ae Ri como Oh Young Ji.
- Kim Ho Chang como Moon Je Ha.
- Suh Dong Won como Kim Ho Jin.
- Park Jin Joo como Kim Yoon Jung.
- Lee Seung Hyung como Sung Hyun Ho.
- Im Seung Dae como Choi Jin Sang.

Estación de Bomberos
- Gong Hyung Jin como Ki Woon Chan.
- Seungri como Teddy Seo.
- Kim Seung Wook como Joo Tae Seob.
- Sung Chang Hoon como Park Chang Hyun.
- Lee Ha Yool como Kim Jin Soo.

Estación de Policía
- Hyun Jyu Ni como Cha Min Soo
  - Shin Hye Sun como Cha Min Soo (de joven) .
- Kwon Hae Hyo como Kim Woo Chul.

### Otros personajes
- Kim Yeo Jin como Yoo Jung Hwa (madre de Dong Joo).
- Suh Tae Hwa como Park Hyung Shik (padre de Dong Joo).
- Yoon Ye Joo como Park Hye Joo (hermana pequeña de Dong Joo).
- Shin Young Jin como Han Woo Jung.
- Jung Ji Hoon como Ki Jin Mo.

### Apariciones especiales
- Jung Eun Pyo como Profesor de secundaria Se Young.
- Yang Joo Ho como Hombre de las llamadas de broma al 119.
- Yoon Joo Hee como Popular actriz Han Yoo Ri.
- Kim Kyung Ran como Abuela.
- Kim Hwan Hee como Bo Ram.
- Min Sung Wook como Paciente que amenaza Soo Wan.
- Yoo Jae-myung
- Lee Jun-hyeok como el hombre que intentó suicidarse (ep. 4)
- Jung Hae-kyun como el Dueño de la casa donde vive Yoon Soo-wan (ep. 19-20).

## Producción
Esta es la segunda vez que Nam Ji Hyun y Kang Ha Neul trabajan juntos, anteriormente fue en To The Beautiful You; y es la segunda vez que Hyun Jyu Ni actúa con un miembro de Bigbang, la primera vez fue en Iris con T.O.P, adicionalmente el tema principal de la serie "Run To You", fue grabada por el músico sueco Lasse Lindh, es totalmente en inglés con el fin de complacer a los fanáticos de todo el mundo.
Dado a la tragedia que vivía el país entero por el Naufragio del Sewol en que viajaban estudiantes de una escuela secundaria, los episodios en la semana 3, no se transmitieron ese fin de semana con el fin de mostrar respeto a las familias afectadas.

## Banda sonora
- "Run To You" - Lasse Lindh
- "Popping Tears" - Kim Tae Hyun
- "Love Is" - Yoon Gun
- "Three Things I Have Left" - Baek Ah Yeon
- "Angel Eyes" - Han Soo Ji
- "Blue Bird" - Jo Jung Hee

## Recepción

### Audiencia
En Azul la audiencia más baja y en rojo la más alta, correspondientes a las empresas medidoras TNms y AGB Nielsen.
| Ep. #    | Fecha original de emisión | Share        | Share        | Share       | Share       |
| Ep. #    | Fecha original de emisión | TNmS Ratings | TNmS Ratings | AGB Nielsen | AGB Nielsen |
| Ep. #    | Fecha original de emisión | Nacional     | Seúl         | Nacional    | Seúl        |
| -------- | ------------------------- | ------------ | ------------ | ----------- | ----------- |
| 1        | 5 de abril de 2014        | 7.3 %        | 8.4 %        | 6.3 %       | 6.9 %       |
| 2        | 6 de abril de 2014        | 7.5 %        | 8.3 %        | 6.6 %       | 6.9 %       |
| 3        | 12 de abril de 2014       | 8.9 %        | 10.2 %       | 8.8 %       | 9.7 %       |
| 4        | 13 de abril de 2014       | 7.9 %        | 9.7 %        | 8.0 %       | 8.3 %       |
| 5        | 26 de abril de 2014       | 10.2 %       | 12.4 %       | 10.8 %      | 12.1 %      |
| 6        | 27 de abril de 2014       | 11.1 %       | 13.5 %       | 11.9 %      | 13.4 %      |
| 7        | 3 de mayo de 2014         | 10.2 %       | 11.8 %       | 10.4 %      | 12.1 %      |
| 8        | 4 de mayo de 2014         | 10.4 %       | 12.3 %       | 10.3 %      | 11.6 %      |
| 9        | 10 de mayo de 2014        | 10.9 %       | 12.1 %       | 9.9 %       | 11.1 %      |
| 10       | 11 de mayo de 2014        | 11.1 %       | 14.0 %       | 10.4 %      | 12.0 %      |
| 11       | 17 de mayo de 2014        | 10.4 %       | 12.1 %       | 8.7 %       | 9.3 %       |
| 12       | 18 de mayo de 2014        | 9.8 %        | 11.4 %       | 9.6 %       | 10.7 %      |
| 13       | 24 de mayo de 2014        | 9.1 %        | 10.6 %       | 9.1 %       | 10.0 %      |
| 14       | 25 de mayo de 2014        | 8.6 %        | 10.1 %       | 9.2 %       | 10.7 %      |
| 15       | 31 de mayo de 2014        | 8.7 %        | 10.7 %       | 9.2 %       | 10.5 %      |
| 16       | 1 de junio de 2014        | 7.6 %        | 8.2 %        | 8.1 %       | 9.6 %       |
| 17       | 7 de junio de 2014        | 8.7 %        | 10.0 %       | 8.0 %       | 8.4 %       |
| 18       | 8 de junio de 2014        | 8.7 %        | 9.8 %        | 8.7 %       | 9.8 %       |
| 19       | 14 de junio de 2014       | 8.9 %        | 11.0 %       | 8.6 %       | 10.0 %      |
| 20       | 15 de junio de 2014       | 9.1 %        | 10.7 %       | 8.9 %       | 10.5 %      |
| Promedio | Promedio                  | 9.3 %        | 10.9 %       | 9.1 %       | 10.2 %      |

## Emisión internacional
- Argentina: Telefe (2016).
- Canadá: All TV (2014).
- Chile: ETC (2019).
- Costa Rica: Teletica.
- Ecuador: Ecuavisa (2017) Teleamazonas (2019)
- Estados Unidos: Pasiones (2016) y SkyLink (2016).[6][7]
- Filipinas: ABS-CBN (29 de septiembre-5 de diciembre de 2014) y Jeepney TV (15 de agosto-16 de septiembre de 2016).
- Hong Kong: Now 101 (14 de octubre-24 de noviembre de 2014).
- Indonesia: One TV Asia.
- Israel: Viva Platina.[8]
- Japón: KNTV.
- Malasia: Sony One (2014).
- Panamá: TVN(2024).
- Paraguay: La Tele (2017).
- Perú: Panamericana Televisión (2015) , Willax (2020).
- Puerto Rico: WAPA-TV (30 de agosto de 2016).
- Singapur: One TV Asia.
- Taiwán: Videoland Drama (21 de noviembre de 2014-1 de enero de 2015).[9]
- Colombia: Canal Caracol (2 de enero de 2018).